# Grand Prix automobile de Monaco 1980
Résultats du Grand Prix de Monaco 1980, couru sur le circuit de Monaco le 18 mai 1980.

## Classement
| Pos. | No | Pilote                | Écurie          | Tours | Temps/Abandon                      | Grille | Points |
| ---- | -- | --------------------- | --------------- | ----- | ---------------------------------- | ------ | ------ |
| 1    | 28 | Carlos Reutemann      | Williams-Ford   | 76    | 1 h 55 min 34 s 365 (130,677 km/h) | 2      | 9      |
| 2    | 26 | Jacques Laffite       | Ligier-Ford     | 76    | + 1 min 13 s 629                   | 5      | 6      |
| 3    | 5  | Nelson Piquet         | Brabham-Ford    | 76    | + 1 min 17 s 726                   | 4      | 4      |
| 4    | 30 | Jochen Mass           | Arrows-Ford     | 75    | + 1 tour                           | 15     | 3      |
| 5    | 2  | Gilles Villeneuve     | Ferrari         | 75    | + 1 tour                           | 6      | 2      |
| 6    | 20 | Emerson Fittipaldi    | Fittipaldi-Ford | 74    | + 2 tours                          | 18     | 1      |
| 7    | 11 | Mario Andretti        | Lotus-Ford      | 73    | + 3 tours                          | 19     |        |
| 8    | 29 | Riccardo Patrese      | Arrows-Ford     | 73    | + 3 tours                          | 11     |        |
| Abd. | 12 | Elio De Angelis       | Lotus-Ford      | 68    | Accident                           | 14     |        |
| Nc.  | 9  | Jan Lammers           | ATS-Ford        | 64    | Non classé                         | 13     |        |
| Abd. | 25 | Didier Pironi         | Ligier-Ford     | 54    | Suspension                         | 1      |        |
| Abd. | 16 | René Arnoux           | Renault         | 53    | Collision                          | 20     |        |
| Abd. | 22 | Patrick Depailler     | Alfa Romeo      | 50    | Moteur                             | 7      |        |
| Abd. | 1  | Jody Scheckter        | Ferrari         | 27    | Tenue de route                     | 17     |        |
| Abd. | 15 | Jean-Pierre Jabouille | Renault         | 25    | Boîte de vitesses                  | 16     |        |
| Abd. | 27 | Alan Jones            | Williams-Ford   | 24    | Différentiel                       | 3      |        |
| Abd. | 23 | Bruno Giacomelli      | Alfa Romeo      | 0     | Accident                           | 8      |        |
| Abd. | 3  | Jean-Pierre Jarier    | Tyrrell-Ford    | 0     | Accident                           | 9      |        |
| Abd. | 8  | Alain Prost           | McLaren-Ford    | 0     | Accident                           | 10     |        |
| Abd. | 4  | Derek Daly            | Tyrrell-Ford    | 0     | Accident                           | 12     |        |
| Nq.  | 7  | John Watson           | McLaren-Ford    |       | Non qualifié                       |        |        |
| Nq.  | 31 | Eddie Cheever         | Osella-Ford     |       | Non qualifié                       |        |        |
| Nq.  | 17 | Geoff Lees            | Shadow-Ford     |       | Non qualifié                       |        |        |
| Nq.  | 21 | Keke Rosberg          | Fittipaldi-Ford |       | Non qualifié                       |        |        |
| Nq.  | 6  | Ricardo Zunino        | Brabham-Ford    |       | Non qualifié                       |        |        |
| Nq.  | 14 | Tiff Needell          | Ensign-Ford     |       | Non qualifié                       |        |        |
| Nq.  | 18 | Dave Kennedy          | Shadow-Ford     |       | Non qualifié                       |        |        |

## Pole position et record du tour
- Pole position : Didier Pironi en 1 min 24 s 813 (vitesse moyenne : 140,582 km/h).
- Meilleur tour en course : Carlos Reutemann en 1 min 27 s 418 au 40e tour (vitesse moyenne : 136,393 km/h).

## Tours en tête
- Didier Pironi : 54 (1-54)
- Carlos Reutemann : 22 (55-76)

## À noter
- 10e victoire pour Carlos Reutemann.
- 7e victoire pour Williams en tant que constructeur.
- 129e victoire pour Ford-Cosworth en tant que motoriste.